# دير المزرعة
 دير المزرعة هي إحدى القرى اللبنانية من قرى قضاء جزين في محافظة الجنوب.